# 결정주의 제도
결정주의 제도는 인과관계의 물리적 결과를 기반으로, 결정주의 철학 교리의 개념적 모형을 가지고 제도에서 발생하는 모두를 이해하기 위해 적용되는 제도이다. 결정주의 제도에서는 모든 행동, 또는 원인에, 반응 또는 효과를 생성하고, 모든 반응은 다시 후속 반응의 원인이 된다. 이러한 계단식 사건의 전체 이론적으로 제도가 시간에 어느 순간에 존재하는 방법을 정확하게 표시할 수 있다.

## 같이 보기
- 혼돈 이론
- 고전 역학
- 고전 물리학
- 과학 철학
- 양자 불확정성
- 양자 역학
- 양자 심령
- 과학 결정주의
- 사카의 사회 순환 이론
- 불확정성 원리
- 불확정성